# The Liberal
The Liberal, mit dem Untertitel Verse and Prose from the South, ist eine literarische Zeitschrift, die im Juli 1822 in Italien von den Dichtern Percy Bysshe Shelley, Lord Byron und dem Dichter und Journalisten Leigh Hunt gegründet wurde. Den Druck und die Herausgabe übernahm Leigh Hunts Bruder John in London. Die erste Ausgabe erschien am 15. Oktober 1822. Nach insgesamt nur vier Ausgaben wurde das Projekt mit der letzten Ausgabe am 30. Juli 1823 eingestellt.
Hunt charakterisierte den Liberal im Vorwort zur ersten Ausgabe als nicht ausdrücklich politisch, aber bereit, Scheinheiligkeit und Heuchelei bloßzustellen.

## Geschichte
Im August 1821 wandte sich Shelley an Hunt und schlug ihm vor, nach Italien zu kommen, und zusammen mit Lord Byron und Shelley selbst eine Zeitschrift zu gründen. Shelley und Lord Byron hatten kurz vorher in Ravenna erste Überlegungen zur Gründung einer Zeitschrift in Italien für England angestellt. Sie sollte den Namen The Liberal tragen. Hunt stimmte nach einigen Überlegungen im September zu. Da er verschuldet war, erschien ihm ein gemeinsames Projekt mit Lord Byron auch finanziell aussichtsreich zu sein.
Hunt machte sich im November 1821 zusammen mit seiner Familie auf die Reise nach Italien, aber u. a. durch schlechte Wetterverhältnisse bedingt mussten sie ihre Reise unterbrechen.
Erst im Juni 1822 erreichten sie Genua und reisten von da aus weiter nach Livorno. Dort traf Hunt am 2. Juli 1822 mit Shelley und Lord Byron zusammen. Einen Tag später fuhren die drei nach Pisa, um die Besprechungen zur Gründung des Liberal abzuschließen. Shelley verließ Pisa in Richtung Livorno am 7. Juli und fuhr am 8. Juli mit seinem eigenen Boot zurück nach Lerici. Das Boot geriet in einen Sturm, ging unter, und Shelley ertrank.
Nach Shelleys Tod zog die Familie Hunt im September im Gefolge von Lord Byron nach Genua. Das Verhältnis zwischen Hunt und Byron war u. a. durch Hunts finanzielle Abhängigkeit von Byron belastet, und Byron begann bereits, sein Interesse am Liberal zu verlieren. Trotzdem kamen die Arbeiten an der ersten Ausgabe des Liberal über den Sommer hinweg voran. Bereits im Vorfeld hatten William Hazlitt, Thomas Jefferson Hogg und spätere auch Charles Armitage Brown, ein enger Freund von John Keats, ihre Mitarbeit durch eigene Beiträge zugesagt.
Hunt schrieb ein langes Vorwort, in dem er die Ziele des Liberal ausformulierte: eine Gemeinschaftsarbeit von Autoren, die ihre Freiheitsvorstellungen „in der Form von Dichtung, Essays, Erzählungen und Übersetzungen und anderen Vorzügen“ einbringen. Ausdrücklich betont wurde schon durch die Wahl des Untertitels der Zeitschrift – „Dichtung und Prosa aus dem Süden“ – die Bandbreite der Veröffentlichungen, die ganz Europa und nicht nur England im Blick hatte. Die erste Ausgabe erschien am 15. Oktober 1822. Sie enthielt u. a. Percy Shelleys Übersetzung der „Walpurgisnacht“ aus Goethes Faust. Mary Shelley hatte dazu Percys Manuskript zur Verfügung gestellt.
Byron steuerte seine politische Satire The Vision of Judgement, König Georgs III „Apotheose von einem Whig-Standpunkt aus“ bei. Das Versdrama Heaven and Earth. A Mystery war Byrons Beitrag zur 2. Ausgabe am 1. Januar 1823 und The Blues. A literary Eclogue sein Beitrag zur 3. Ausgabe am 24. April 1823. Byrons The Vision of Judgement brachte John Hunt in London in Schwierigkeiten. Er wurde im Dezember 1822 als Herausgeber des Liberal wegen Verleumdung des Königs angeklagt und später zu einer Geldstrafe von 100 Pfund verurteilt.
The Vision of Judgement war eine Satire Byrons, die er im Sommer 1821 als Antwort auf Robert Southeys eigenen Text mit demselben Titel, einer Lobesrede auf den verstorbenen König Georg III, verfasst hatte.
Die erste Ausgabe des Liberal wurde in den Rezensionen der konservativen Presse mit Verachtung kommentiert. Blackwood’s Edinburgh Magazine nahm teilweise die Rhetorik und die Inhalte der Cockney-School-Kampagne wieder auf und empörte sich darüber, dass Lord Byron sich mit dem „Cockney“ Leigh Hunt zusammengetan hatte.
Und bereits früher, im Frühling 1822, hatte William Wordsworth den Verdacht geäußert, dass in Italien an Plänen für eine Zeitschrift gearbeitet werde, die „gegen alles in der Religion, in der Moral und wahrscheinlich auch in der Regierung und in der Literatur gerichtet“ sei, das „unsere Vorfahren zu verehren gewohnt waren“.
Im Laufe des Jahres 1823 zog sich Byron mehr und mehr aus dem Liberal zurück und begann über seine Teilnahme am Freiheitskampf der Griechen gegen das Osmanische Reich nachzudenken. Schließlich verließ er Italien im Juli in Richtung Griechenland. Am 30. Juli 1823 erschien die letzte Ausgabe des Liberal.
Hay zufolge nimmt der Liberal trotz seines frühen Aus einen wichtigen Platz in der britischen Romantik ein. Er war, so Hay, u. a. eine abschließende Stellungnahme einer Gruppe von Schriftstellern, die sich über zehn Jahre gekannt und gegenseitig beeinflusst hatten.
Nach Stablers Einschätzung lud dieses liberale Projekt, indem ausdrücklich „aus dem Süden“ geschrieben wurde, die britischen Leser dazu ein, „eine sichere anglozentristische Perspektive“ aufzugeben. Sie verweist darauf, dass viele Artikel international angelegt waren, und nennt als Beispiele: Shelleys Übersetzung von Goethe; die französischen Übersetzungen von Byron und Charles Brown, Hoggs griechische Essays, Leigh Hunts „Mahmoud“ und Hunts Übersetzung des Berichts über Ali Paschas Tod und den Sulioten-Feldzug.
Ihr zufolge ist die Sympathie des Liberal für politische Revolutionen unbestreitbar, aber sie geht gleichzeitig davon aus, dass die frühen Rezensenten in der Befürwortung religiöser Tolerierung oder religiöser Freiheit durch den Liberal ebenso eine Bedrohung sahen.

## Primärquelle
- Leigh Hunt, George Gordon Byron und Percy Shelley: „The Liberal, Vol. 1-2“ (1822–1823) Whitworth University. Als Download verfügbar: Whitworth Digital Commons